# Terry Brands
Terry Brands (* 9. April 1968 in Omaha, Nebraska) ist ein ehemaliger US-amerikanischer Ringer, Weltmeister 1993 und 1995 sowie Gewinner der Bronzemedaille bei den Olympischen Spielen 2000 in Sydney im freien Stil im Bantamgewicht.

## Werdegang
Terry Brands wuchs in Sheldon, Iowa, auf und begann dort zusammen mit seinem Zwillingsbruder Thomas im Jahre 1980 mit dem Ringen. Nach seiner Oberschulzeit besuchte er die University of Iowa, wo er hervorragende Trainingsbedingungen und im ehemaligen Olympiasieger Dan Gable einen der besten Ringertrainer der Welt vorfand. Dan Gable führte Terry Brands zielstrebig in die Weltspitze der Freistilringer.
1990 und 1992 gewann Terry Brands bei den NCAA Div. I Collegiate Championships (US-amerikanische Hochschulmeisterschaft) jeweils den Titel im Bantamgewicht. Er erzielte in diesen Jahren im amerikanischen Hochschulringen von 144 Kämpfen 137 Siege, was bei der dort herrschenden harten Konkurrenz ein hervorragendes Ergebnis war. Von 1990 bis 1992 gewann Terry Brands auch dreimal in Folge die USA-Meisterschaft der AAU (Amateur-Athleten Union) im Bantamgewicht.
Ab 1990 rang Terry Brands auch für den Hawkeye Wrestling Club in Iowa City. 1993 gelang es ihm, sich erstmals für die Weltmeisterschaften, die in Toronto stattfanden, zu qualifizieren. Er gewann dort auf Anhieb mit fünf Siegen den WM-Titel und hatte die besondere Freude, dass auch sein Bruder Thomas eine Gewichtsklasse höher, im Federgewicht, Weltmeister wurde.
Bei der Weltmeisterschaft 1994 in Istanbul scheiterte Terry Brands frühzeitig und landete mit einigen anderen Ringern nur auf dem 11. Platz. Aber ein Jahr später, 1995, war er bei der Weltmeisterschaft in Atlanta wieder in hervorragender Form und gewann durch einen Finalsieg über Guivi Sissaouri aus Kanada zum zweiten Mal den WM-Titel im Bantamgewicht.
1996 belegte Terry Brands bei den USA-Meisterschaften im Bantamgewicht hinter Kendall Cross den 2. Platz und scheiterte an diesem Ringer auch bei der US-amerikanischen Olympiaausscheidung (Trials), so dass er nicht an den Olympischen Spielen in Atlanta teilnehmen konnte.
In den Jahren 1997 und 1998 hatte Terry Brands viel Pech, denn obwohl er sich in beiden Jahren für die Teilnahme an den Weltmeisterschaften qualifiziert hatte, konnte er beide Male wegen Verletzungen nicht daran teilnehmen. Er resignierte aber keineswegs und schaffte im Jahre 2000 den Sprung zu den Olympischen Spielen in Sydney. Dort gewann er gegen Əbil İbrahimov, aus Aserbaidschan mit 6:0 nach Punkten, schlug den Griechen Chvitsa Polychronidis mit 8:1 Punkten, siegte dann über David Pogosjan aus Georgien mit 4:2 Punkten und unterlag im Halbfinale dem späteren Olympiasieger Alireza Dabir aus dem Iran knapp mit 4:6 Punkten. Im Kampf um die Bronzemedaille besiegte Terry Brands dann den Usbeken Damir Zachartinow mit 3:2 Punkten und kam so doch noch zu einer olympischen Medaille.
Danach beendete Terry Brands seine internationale Ringerlaufbahn. Er seit 2006 Trainer am Trainingszentrum der US-amerikanischen Freistil-Nationalmannschaft in Colorado Springs, nachdem er vorher schon 10 Jahre lang Ringer-Coach an der University of Tennessee in Chattanooga war.

## Internationale Erfolge
(OS = Olympische Spiele, WM = Weltmeisterschaft, F = freier Stil, Ba = Bantamgewicht, damals bis 57 kg bzw. 58 kg Körpergewicht)
- 1993, 1. Platz, WM in Toronto, F, Ba, vor Sang Hyo-Shim, Südkorea, Tserenbaataryn Tsogtbajar, Mongolei, Aurelian Ciftulescu, Rumänien, Andouchow Sakijan, Armenien u. Jesus Wilson, Kuba;

- 1994, 1. Platz, World Cup in Edmonton, F, Ba, vor Ali Akbar Dodangeh, Iran, Kenji Okuyama, Japan, Spencer Norm, Kanada u. Artur Fedorow, Russland;

- 1994, 11. Platz, WM in Istanbul, F, Ba, Sieger: Alejandro Puerto Diaz, Kuba vor Mohammad Talaee, Iran u. Bagautdin Umachanow, Russland;

- 1995, 1. Platz, Pan American Games in Mar del Plata, F, Ba, vor Robert Dawson, Kanada, Alejandro Puerto Diaz, Rudolfo Lopez Ordzco, Mexiko u. Jose R. Santiago, Puerto Rico;

- 1995, 1. Platz, WM in Atlanta, F, Ba, vor Guivi Sissaouri, Kanada, Harun Doğan, Türkei, Tserenbaataryn Tsogtbajar, Aslanbek Fidarow, Ukraine u. Mohammad Talaee;

- 1995, 1. Platz, World Cup in Chattanooga, F, Ba, vor Wjatscheslaw Senjuk, Russland, Mohammad Talaee u. Ismail Zurnaci, Türkei;

- 2000, Bronzemedaille, OS in Sydney, F, Ba, hinter Alireza Dabir, Iran u. Ewgeni Buslowitsch, Ukraine u. vor Damir Zachartinow, Usbekistan, David Pogosjan, Georgien u. Martin Berberjan, Armenien

## Weblink
- Profil von Terry Brands bei United World Wrestling

| Personendaten    | Personendaten                       |
| ---------------- | ----------------------------------- |
| NAME             | Brands, Terry                       |
| KURZBESCHREIBUNG | US-amerikanischer Ringer            |
| GEBURTSDATUM     | 9. April 1968                       |
| GEBURTSORT       | Omaha, Nebraska, Vereinigte Staaten |